# Jonge Europese Federalisten
Jonge Europese Federalisten België, of kortweg JEF België, maakt deel uit van de Europese koepel van Young European Federalists (JEF), een pluralistische NGO voor jongeren. JEF  ziet federalisme als de beste weg naar een vrije, rechtvaardige en gelijke samenleving. In België onderhoudt JEF sterke banden met de Europese Beweging België (EBB) en haar "jongerencomité".

## Achtergrond
JEF België is als nationale afdeling tweetalig, ieder spreekt er in zijn eigen taal en er is vertaling indien nodig. JEF België organiseert diverse debatten in België met politiek actieve Belgen die actief zijn binnen de Europese Unie, vaak in samenwerking met Belgische Europese Parlementsleden en andere Europese experten. Daarnaast organiseert JEF België ook infosessies voor jongeren, excursies naar Brussel en Straatsburg, street actions en training days.

## Structurele werking

### Het Bureau
De rol van het Bureau is het opvolgen van de dagelijkse werking van JEF België. Het Bureau stelt het programma met activiteiten op en zorgt voor de uitvoering ervan. Dit orgaan is ook belast met de vertegenwoordiging van JEF België in de centrale Europese structuren van JEF-Europe en neemt deel aan de internationale seminaries.
Het Bureau heeft ook als taak nieuwe leden te rekruteren en JEF België nationaal te promoten en in beeld te brengen door middel van persberichten, publicatie van artikels en via het internet. 
Sinds the heropstart van JEF België in 2005 werd het bureau door de volgende personen voorgezeten:
- 2019-2020: Ine Tollnaers
- 2017-2019: Martin Maréchal
- 2015-2016: Joke Minnen
- 2014-2015: Jeremy Van Gorp
- 2013-2014: Conny Hoffmann
- 2012-2013: Peter Oomsels
- 2010-2012: Angelique Vandekerckhove
- 2008-2010: Elisabeth Velle
- 2005-2008: Alexander Hoefmans

### Het Federale Comité
Het Federale Comité is een raadgevend orgaan dat de organisatie mee helpt sturen en de politieke lijnen mee uitzet. Het comité is samengesteld uit de leden van het Bureau, twee vertegenwoordigers per lokale afdeling en drie JEF-leden verkozen door de algemene vergadering.
Het Federale Comité wordt vooral geraadpleegd bij interne strategische keuzes en bij de voorbereiding van de tweejaarlijkse bijeenkomsten waar de nationale secties resoluties voorstellen met betrekking tot de centrale werking van JEF Europe.

### De Lokale Afdelingen
JEF-België beschikt over vijf lokale afdelingen in Brussel, Gent,  Leuven, Louvain-La-Neuve en Luik. Deze afdelingen werken nauw samen met het Bureau bij het organiseren van lokale activiteiten voor jongeren en studenten, alsook in de ondersteuning van nationale activiteiten. Zij vormen een belangrijke schakel bij het aanspreken van leden en helpen de zichtbaarheid van JEF lokaal te vergroten.

### Het JEF Cross Border Network
JEF België is een van de stichtende leden van het JEF Cross Border Network dat in 2012 werd opgericht met de JEF-afdelingen in Nederland, Noordrijn-Westfalen, Luxemburg en Lille. Dit netwerk van JEF-afdelingen geeft de lokale afdelingen de kans om samen activiteiten te organiseren en ervaringen uit te wisselen. Jaarlijks wordt er tevens een cross-border seminarie georganiseerd voor alle afdelingen. Ondertussen is het JEF Cross Border Network ook uitgebreid met JEF Rijnland-Palts.